# Виявлення руху
Виявлення руху — процес виявлення зміни положення об’єкта щодо оточення або зміни оточення щодо об’єкта. Виявлення руху можна досягти як механічними, так і електронними методами. Коли виявлення руху здійснюється природними організмами, це називається сприйняттям руху.

## Методи
Рух можна виявити за допомогою:
- Інфрачервоні (пасивні та активні датчики)
- Оптика (відео та камерні системи)
- Енергія радіочастот (радіолокаційне, мікрохвильове та томографічне виявлення руху)
- Звук (мікрофони та акустичні датчики)
- Вібрація ( трибоелектричні, сейсмічні та датчики інерції)
- Магнетизм (магнітні датчики та магнітометри)

### Механічний
Найбільш основна форма механічного виявлення руху — у формі перемикача або спускового гачка. Наприклад, клавіші машинки використовують механічний метод виявлення руху. Кожна клавіша — це ручний перемикач, який вимкнено або увімкнено. Кожна літера, що з’являється, є результатом руху відповідної клавіші та перемикача, що вмикається.

### Електронний
Основними методами, за допомогою яких рух може бути ідентифікований електронним способом, є оптичне виявлення та акустичне виявлення. Для оптичного виявлення може використовуватися інфрачервоне світло або лазерна технологія. Пристрої виявлення руху, такі як детектори руху PIR, мають датчик, який виявляє порушення в інфрачервоному спектрі . Після виявлення сигнал може активувати будильник або камеру, яка може захопити зображення або відео рухомого.
Основними програмами для такого виявлення є виявлення несанкціонованого в'їзду, виявлення припинення заселення території для гасіння освітлення та виявлення рухомого об'єкта, який викликає камеру для запису наступних подій.
Простий алгоритм виявлення руху фіксованою камерою порівнює поточне зображення з еталонним і просто підраховує кількість різних пікселів. Оскільки зображення природно відрізнятимуться через такі фактори, як різне освітлення, мерехтіння камери та темні струми ПЗС, попередня обробка корисна для зменшення кількості помилково позитивних сигналів тривоги.
Більш складні алгоритми необхідні для виявлення руху, коли рухається сама камера, або коли рух конкретного об'єкта повинен бути виявлений у полі, що містить інший рух, який можна ігнорувати. Прикладом може бути картина, оточена відвідувачами в художній галереї. У випадку рухомої камери моделі, засновані на оптичному потоці, використовуються для розрізнення видимого руху фону, спричиненого рухом камери, та руху незалежних об'єктів, що рухаються в сцені.

## Пристрої
Детектор руху — це пристрій, який виявляє рухомі об’єкти, особливо людей. Такий пристрій часто інтегрований як компонент системи, який автоматично виконує завдання або попереджає користувача про рух у певній області. Датчик заповнення виявляє присутність сутності в певному просторі.
Контролери руху також використовуються для ігрових консолей як ігрові контролери . Камера також може дозволити рухам тіла використовуватись як пристрій введення, наприклад у системі Kinect.